# محسن حسن نادر
محسن حسن نادر (ولد في 30 أيلول/سبتمبر 1994) هو لاعب كُرة قدم برتغالي من أصل مغربي، كان يلعب مع نادي S. C. Olhanense ومع نادي فيتوريا سيتوبال، كما كان يشغل مركز المهاجم.

## مهنة كرة القدم
ولد محسن حسن نادر فيفارو، بالغرب في البرتغال.

## روابط خارجية
- محسن حسن نادر على موقع قاعدة بيانات كرة القدم.إي يو (الإنجليزية)
- محسن حسن نادر على موقع Soccerway.com (الإنجليزية)
- محسن حسن نادر على موقع AS.com (الإسبانية)